# LGA 1567
LGA 1567，又稱Socket LS，是Intel所推出的微處理器插座，用於多路（多處理器）伺服器上。其插座有1567個金屬接觸針腳，對應處理器上有1567個金屬觸點。
LGA 1567支援2010年3月發布，基建於Intel Nehalem微架構，核心代號“Beckton”的Xeon 7500系列和Xeon 6500系列的微處理器。Xeon 6500系列最高支援單主機板雙處理器，Xeon 7500系列最高支援單主機板4至8個處理器。
2011年，Intel發佈Xeon E7系列，雙路、四路及八路處理器均採用Socket LS。